# ATC L01 – Daganatellenes szerek
Az ATC L01 – Daganatellenes szerek a gyógyszerek anatómiai, gyógyászati és kémiai osztályozási rendszerének (ATC) egyik alcsoportja.
| ATC L   | Daganatellenes szerek és immunmodulátorok |
| ------- | ----------------------------------------- |
| ATC L01 | Daganatellenes szerek                     |
| ATC L02 | Endokrin terápia                          |
| ATC L03 | Immunstimulánsok                          |
| ATC L04 | Immunszuppresszív szerek                  |

## L01A 	Alkilező szerek

### L01AAMustárnitrogén-analógok
| ATC     | Magyar         | INN              | Gyógyszerkönyv    |
| ------- | -------------- | ---------------- | ----------------- |
| L01AA01 | Ciklofoszfamid | Cyclophosphamide | Cyclophosphamidum |
| L01AA02 | Klorambucil    | Chlorambucil     | Chlorambucilum    |
| L01AA03 | Melfalan       | Melphalan        |                   |
| L01AA05 | Klórmetin      | Chlormethine     |                   |
| L01AA06 | Ifoszfamid     | Ifosfamide       | Ifosfamidum       |
| L01AA07 | Trofoszfamid   | Trofosfamide     |                   |
| L01AA08 | Prednimusztin  | Prednimustine    |                   |
| L01AA09 | Bendamusztin   | Bendamustine     |                   |

### L01AB Alkilszulfonátok
| ATC     | Magyar       | INN         | Gyógyszerkönyv |
| ------- | ------------ | ----------- | -------------- |
| L01AB01 | Buszulfán    | Busulfan    | Busulfanum     |
| L01AB02 | Treoszulfán  | Treosulfan  |                |
| L01AB03 | Mannoszulfán | Mannosulfan |                |

### L01AC Etilén-iminek
| ATC     | Magyar    | INN         | Gyógyszerkönyv |
| ------- | --------- | ----------- | -------------- |
| L01AC01 | Tiotepa   | Thiotepa    |                |
| L01AC02 | Triazikon | Triaziquone |                |
| L01AC03 | Karbokon  | Carboquone  |                |

### L01AD 	Nitrozoureák
| ATC     | Magyar          | INN          | Gyógyszerkönyv |
| ------- | --------------- | ------------ | -------------- |
| L01AD01 | Karmusztin      | Carmustine   | Carmustinum    |
| L01AD02 | Lomusztin       | Lomustine    | Lomustinum     |
| L01AD03 | Szemusztin      | Semustine    |                |
| L01AD04 | Sztreptozotocin | Streptozocin |                |
| L01AD05 | Fotemusztin     | Fotemustine  |                |
| L01AD06 | Nimusztin       | Nimustine    |                |
| L01AD07 | Ranimusztin     | Ranimustine  |                |

### L01AGEpoxidok
| ATC     | Magyar    | INN       | Gyógyszerkönyv |
| ------- | --------- | --------- | -------------- |
| L01AG01 | Etoglucid | Etoglucid |                |

### L01AX Egyéb alkilező szerek
| ATC     | Magyar       | INN          | Gyógyszerkönyv |
| ------- | ------------ | ------------ | -------------- |
| L01AX01 | Mitobronitol | Mitobronitol |                |
| L01AX02 | Pipobromán   | Pipobroman   |                |
| L01AX03 | Temozolomid  | Temozolomide |                |
| L01AX04 | Dakarbazin   | Dacarbazine  |                |

## L01B  	Antimetabolitok

### L01BAFolsavanalógok
| ATC     | Magyar      | INN          | Gyógyszerkönyv |
| ------- | ----------- | ------------ | -------------- |
| L01BA01 | Metotrexát  | Methotrexate | Methotrexatum  |
| L01BA03 | Raltitrexed | Raltitrexed  |                |
| L01BA04 | Pemetrexed  | Pemetrexed   |                |
| L01BA05 | Pralatrexát | Pralatrexate |                |

### L01BBPurinanalógok
| ATC     | Magyar        | INN            | Gyógyszerkönyv       |
| ------- | ------------- | -------------- | -------------------- |
| L01BB02 | Merkaptopurin | Mercaptopurine | Mercaptopurinum      |
| L01BB03 | Tioguanin     | Tioguanine     |                      |
| L01BB04 | Kladribin     | Cladribine     |                      |
| L01BB05 | Fludarabin    | Fludarabine    | Fludarabini phosphas |
| L01BB06 | Klofarabin    | Clofarabine    |                      |
| L01BB07 | Nelarabin     | Nelarabine     |                      |

### L01BCPirimidinanalógok
| ATC     | Magyar                     | INN                        | Gyógyszerkönyv |
| ------- | -------------------------- | -------------------------- | -------------- |
| L01BC01 | Citarabin                  | Cytarabine                 | Cytarabinum    |
| L01BC02 | Fluorouracil               | Fluorouracil               | Fluorouracilum |
| L01BC03 | Tegafur                    | Tegafur                    |                |
| L01BC04 | Karmofur                   | Carmofur                   |                |
| L01BC05 | Gemcitabin                 | Gemcitabine                |                |
| L01BC06 | Kapecitabin                | Capecitabine               |                |
| L01BC07 | Azacitidin                 | Azacitidine                |                |
| L01BC08 | Decitabin                  | Decitabine                 |                |
| L01BC52 | Fluorouracil kombinációban | Fluorouracil kombinációban |                |
| L01BC53 | Tegafur kombinációban      | Tegafur kombinációban      |                |
| L01BC59 | Trifluridin kombinációban  | Trifluridin kombinációban  |                |

## L01C Növényi alkaloidok és egyéb természetes készítmények

### L01CAVincaalkaloidok és analógjaik
| ATC     | Magyar      | INN         | Gyógyszerkönyv      |
| ------- | ----------- | ----------- | ------------------- |
| L01CA01 | Vinblasztin | Vinblastine | Vinblastini sulfas  |
| L01CA02 | Vinkrisztin | Vincristine | Vincristini sulfas  |
| L01CA03 | Vindezin    | Vindesine   | Vindesini sulfas    |
| L01CA04 | Vinorelbin  | Vinorelbine | Vinorelbini tartras |
| L01CA05 | Vinflunin   | Vinflunine  |                     |
| L01CA06 | Vintafolid  | Vintafolide |                     |

### L01CBPodofillotoxin-származékok
| ATC     | Magyar    | INN        | Gyógyszerkönyv |
| ------- | --------- | ---------- | -------------- |
| L01CB01 | Etopozid  | Etoposide  | Etoposidum     |
| L01CB02 | Tenipozid | Teniposide |                |

### L01CCKolchicin-származékok
| ATC     | Magyar     | INN         | Gyógyszerkönyv |
| ------- | ---------- | ----------- | -------------- |
| L01CC01 | Demekolcin | Demecolcine |                |

### L01CD Taxánok
| ATC     | Magyar                | INN                   | Gyógyszerkönyv |
| ------- | --------------------- | --------------------- | -------------- |
| L01CD01 | Paklitaxel            | Paclitaxel            |                |
| L01CD02 | Docetaxel             | Docetaxel             |                |
| L01CD03 | Paklitaxel poliglumex | Paclitaxel poliglumex |                |
| L01CD04 | Kabazitaxel           | Cabazitaxel           |                |

### L01CX Egyéb növényi alkaloidok és természetes készítmények
| ATC     | Magyar      | INN         | Gyógyszerkönyv |
| ------- | ----------- | ----------- | -------------- |
| L01CX01 | Trabektedin | Trabectedin |                |

## L01D Citotoxikus antibiotikumok és rokon vegyületek

### L01DAAktinomicinek
| ATC     | Magyar       | INN          | Gyógyszerkönyv |
| ------- | ------------ | ------------ | -------------- |
| L01DA01 | Daktinomicin | Dactinomycin |                |

### L01DBAntraciklinekés rokon vegyületek
| ATC     | Magyar       | INN          | Gyógyszerkönyv               |
| ------- | ------------ | ------------ | ---------------------------- |
| L01DB01 | Doxorubicin  | Doxorubicin  | Doxorubicini hydrochloridum  |
| L01DB02 | Daunorubicin | Daunorubicin | Daunorubicini hydrochloridum |
| L01DB03 | Epirubicin   | Epirubicin   | Epirubicini hydrochloridum   |
| L01DB04 | Aklarubicin  | Aclarubicin  |                              |
| L01DB05 | Zorubicin    | Zorubicin    |                              |
| L01DB06 | Idarubicin   | Idarubicin   |                              |
| L01DB07 | Mitoxantron  | Mitoxantrone | Mitoxantroni hydrochloridum  |
| L01DB08 | Pirarubicin  | Pirarubicin  |                              |
| L01DB09 | Valrubicin   | Valrubicin   |                              |
| L01DB10 | Amrubicin    | Amrubicin    |                              |
| L01DB11 | Pixantron    | Pixantrone   |                              |

### L01DC Egyéb citotoxikus antibiotikumok
| ATC     | Magyar     | INN         | Gyógyszerkönyv    |
| ------- | ---------- | ----------- | ----------------- |
| L01DC01 | Bleomicin  | Bleomycin   | Bleomycini sulfas |
| L01DC02 | Plikamicin | Plicamycin  |                   |
| L01DC03 | Mitomicin  | Mitomycin   | Mitomycinum       |
| L01DC04 | Ixabepilon | Ixabepilone |                   |

## L01X Egyéb daganatellenes szerek

### L01XA Platinavegyületek
| ATC     | Magyar        | INN           | Gyógyszerkönyv |
| ------- | ------------- | ------------- | -------------- |
| L01XA01 | Ciszplatin    | Cisplatin     | Cisplatinum    |
| L01XA02 | Karboplatin   | Carboplatin   | Carboplatinum  |
| L01XA03 | Oxaliplatin   | Oxaliplatin   | Oxaliplatinum  |
| L01XA04 | Szatraplatin  | Satraplatin   |                |
| L01XA05 | Poliplatillén | Polyplatillen |                |

### L01XB Metilhidrazinok
| ATC     | Magyar      | INN          | Gyógyszerkönyv |
| ------- | ----------- | ------------ | -------------- |
| L01XB01 | Prokarbazin | Procarbazine |                |

### L01XC Monoklonális antitestek
| ATC     | Magyar                | INN                   | Gyógyszerkönyv |
| ------- | --------------------- | --------------------- | -------------- |
| L01XC01 | Edrecolomab           | Edrecolomab           |                |
| L01XC02 | Rituximab             | Rituximab             |                |
| L01XC03 | Trasztuzumab          | Trastuzumab           |                |
| L01XC04 | Alemtuzumab           | Alemtuzumab           |                |
| L01XC05 | Gemtuzumab            | Gemtuzumab            |                |
| L01XC06 | Cetuximab             | Cetuximab             |                |
| L01XC07 | Bevacizumab           | Bevacizumab           |                |
| L01XC08 | Panitumumab           | Panitumumab           |                |
| L01XC09 | Katumaxomab           | Catumaxomab           |                |
| L01XC10 | Ofatumumab            | Ofatumumab            |                |
| L01XC11 | Ipilimumab            | Ipilimumab            |                |
| L01XC12 | Brentuximab vedotin   | Brentuximab vedotin   |                |
| L01XC13 | Pertuzumab            | Pertuzumab            |                |
| L01XC14 | Trasztuzumab emtanzin | Trastuzumab emtansine |                |
| L01XC15 | Obinutuzumab          | Obinutuzumab          |                |
| L01XC16 | Dinutuximab           | Dinutuximab           |                |

### L01XD 	Fotodinámiás terápiában használt szerek
| ATC     | Magyar               | INN                    | Gyógyszerkönyv |
| ------- | -------------------- | ---------------------- | -------------- |
| L01XD01 | Porfimer-nátrium     | Porfimer sodium        |                |
| L01XD03 | Metil-aminolevulinát | Methyl aminolevulinate |                |
| L01XD04 | Aminolevulinsav      | Aminolevulinic acid    |                |
| L01XD05 | Temoporfin           | Temoporfin             |                |
| L01XD06 | Efaproxirál          | Efaproxiral            |                |

### L01XEProtein kinázgátlók
| ATC     | Magyar         | INN           | Gyógyszerkönyv |
| ------- | -------------- | ------------- | -------------- |
| L01XE01 | Imatinib       | Imatinib      |                |
| L01XE02 | Gefitinib      | Gefitinib     |                |
| L01XE03 | Erlotinib      | Erlotinib     |                |
| L01XE04 | Szunitinib     | Sunitinib     |                |
| L01XE05 | Szorafenib     | Sorafenib     |                |
| L01XE06 | Daszatinib     | Dasatinib     |                |
| L01XE07 | Lapatinib      | Lapatinib     |                |
| L01XE08 | Nilotinib      | Nilotinib     |                |
| L01XE09 | Temszirolimusz | Temsirolimus  |                |
| L01XE10 | Everolimusz    | Everolimus    |                |
| L01XE11 | Pazopanib      | Pazopanib     |                |
| L01XE12 | Vandetanib     | Vandetanib    |                |
| L01XE13 | Afatinib       | Afatinib      |                |
| L01XE14 | Boszutinib     | Bosutinib     |                |
| L01XE15 | Vemurafenib    | Vemurafenib   |                |
| L01XE16 | Krizotinib     | Crizotinib    |                |
| L01XE17 | Axitinib       | Axitinib      |                |
| L01XE18 | Ruxolitinib    | Ruxolitinib   |                |
| L01XE19 | Ridaforolimusz | Ridaforolimus |                |
| L01XE21 | Regorafenib    | Regorafenib   |                |
| L01XE22 | Mazitinib      | Masitinib     |                |
| L01XE23 | Dabrafenib     | Dabrafenib    |                |
| L01XE24 | Ponatinib      | Ponatinib     |                |
| L01XE25 | Trametinib     | Trametinib    |                |
| L01XE26 | Kabozantinib   | Cabozantinib  |                |
| L01XE27 | Ibrutinib      | Ibrutinib     |                |
| L01XE28 | Ceritinib      | Ceritinib     |                |

### L01XX Egyéb daganatellenes szerek
| ATC     | Magyar                   | INN                       | Gyógyszerkönyv                                     |
| ------- | ------------------------ | ------------------------- | -------------------------------------------------- |
| L01XX01 | Amszakrin                | Amsacrine                 |                                                    |
| L01XX02 | Aszparagináz             | Asparaginase              |                                                    |
| L01XX03 | Altretamin               | Altretamine               |                                                    |
| L01XX05 | Hidroxi-karbamid         | Hydroxycarbamide          | Hydroxycarbamidum                                  |
| L01XX07 | Lonidamin                | Lonidamine                |                                                    |
| L01XX08 | Pentosztatin             | Pentostatin               |                                                    |
| L01XX09 | Miltefozin               | Miltefosine               |                                                    |
| L01XX10 | Mazoprokol               | Masoprocol                |                                                    |
| L01XX11 | Esztramusztin            | Estramustine              |                                                    |
| L01XX14 | Tretinoin                | Tretinoin                 | Tretinoinum                                        |
| L01XX16 | Mitoguazon               | Mitoguazone               |                                                    |
| L01XX17 | Topotekán                | Topotecan                 |                                                    |
| L01XX18 | Tiazofurin               | Tiazofurine               |                                                    |
| L01XX19 | Irinotekán               | Irinotecan                |                                                    |
| L01XX22 | Alitretinoin             | Alitretinoin              |                                                    |
| L01XX23 | Mitotán                  | Mitotane                  |                                                    |
| L01XX24 | Pegaszpargáz             | Pegaspargase              |                                                    |
| L01XX25 | Bexarotén                | Bexarotene                |                                                    |
| L01XX27 | Arzén-trioxid            | Arsenic trioxide          | Arsenii trioxidum ad praeparationes homoeopathicae |
| L01XX29 | Denileukin diftitox      | Denileukin diftitox       |                                                    |
| L01XX32 | Bortezomib               | Bortezomib                |                                                    |
| L01XX33 | Celekoxib                | Celecoxib                 |                                                    |
| L01XX35 | Anagrelid                | Anagrelide                |                                                    |
| L01XX36 | Oblimerszen              | Oblimersen                |                                                    |
| L01XX37 | Szitimagén ceradenovek   | Sitimagene ceradenovec    |                                                    |
| L01XX38 | Vorinosztat              | Vorinostat                |                                                    |
| L01XX39 | Romidepszin              | Romidepsin                |                                                    |
| L01XX40 | Omacetaxin mepeszukcinát | Omacetaxine mepesuccinate |                                                    |
| L01XX41 | Eribulin                 | Eribulin                  |                                                    |
| L01XX42 | Panobinosztat            | Panobinostat              |                                                    |
| L01XX43 | Viszmodegib              | Vismodegib                |                                                    |
| L01XX44 | Aflibercept              | Aflibercept               |                                                    |
| L01XX45 | Karfilzomib              | Carfilzomib               |                                                    |
| L01XX46 | Olaparib                 | Olaparib                  |                                                    |
| L01XX47 | Idelalizib               | Idelalisib                |                                                    |